# 魯達-錫萊茨卡
50°9′24″N 24°24′52″E / 50.15667°N 24.41444°E
魯達-錫萊茨卡（羅馬化：Ruda-Siletska）是烏克蘭西部的村莊，隸屬利維夫州的利維夫區。該村始建於1550年，面積9.9平方公里，海拔高度201米，2023年人口273，人口密度每平方公里32.93人。